# Jupiteria
Jupiteria is een geslacht van tweekleppigen uit de  familie van de Nuculanidae.

## Soorten
De volgende soorten zijn bij het geslacht ingedeeld:
- † Jupiteria concava (Bronn, 1831)
- Jupiteria fortis (Hedley, 1907)
- † Jupiteria hampdenensis (Marwick, 1942)
- Jupiteria isikela Kilburn, 1994
- † upiteria leachi (Marwick, 1931)
- Jupiteria manawatawhia (Powell, 1937)
- † Jupiteria marwicki (Maxwell, 1969)
- Jupiteria oculata (Iredale, 1925)
- † Jupiteria parleachi (Laws, 1939)
- Jupiteria puellata (Hinds, 1843)
- † Jupiteria vadosa (Laws, 1939)
- Jupiteria wolffi Dell, 1956

### Synoniemen
- Jupiteria agapea (Dall, 1908) => Saccella agapea (Dall, 1908)
- Jupiteria minuta (O. F. Müller, 1776) => Nuculana minuta (O. F. Müller, 1776)
- Jupiteria pontonia (Dall, 1890) => Saccella pontonia (Dall, 1890)
- Jupiteria zealedaformis Dell, 1953 => Saccella hedleyi (Fleming, 1951)